# Liste der Naturdenkmale in Treis-Karden
Die Liste der Naturdenkmale in Treis-Karden nennt die im Gemeindegebiet von Treis-Karden ausgewiesenen Naturdenkmale (Stand 25. März 2024).

## Naturdenkmale
| Nr.         | Bezeichnung                  | Lage                                                    | Beschreibung                                     | Bild                                    |
| ----------- | ---------------------------- | ------------------------------------------------------- | ------------------------------------------------ | --------------------------------------- |
| ND-7135-394 | Vier Eiben am Dom St. Castor | Karden, Am Buttermarkt, vor Nr. 2 Lage                  | Taxus baccata, vier Bäume                        | Fotos hochladen                         |
| ND-7135-407 | Schaufseiche                 | Treis, südöstlich des Ortes; Abteilung Auf Kerwel Lage  | Quercus petraea                                  | Direkt Bild zu diesem Denkmal hochladen |
| ND-7135-408 | Weibereiche                  | Treis, südlich des Ortes; Abteilung Hortskopf Lage      | Quercus petraea                                  | Direkt Bild zu diesem Denkmal hochladen |
| ND-7135-409 | Drei Eichen                  | Treis, südöstlich des Ortes beim Gotteshäuserhof Lage   | Quercus robur, drei von ursprünglich vier Bäumen | Direkt Bild zu diesem Denkmal hochladen |
| ND-7135-411 | Zwei Libanonzedern           | Treis, südwestlich des Ortes; Abteilung Beurenkern Lage | Cedrus libani, zwei Bäume                        | Direkt Bild zu diesem Denkmal hochladen |

## Ehemalige Naturdenkmale
| Nr.         | Bezeichnung | Lage                                                  | Beschreibung                               | Bild                                    |
| ----------- | ----------- | ----------------------------------------------------- | ------------------------------------------ | --------------------------------------- |
| ND-7135-410 | Eiche       | Treis, südöstlich des Ortes beim Gotteshäuserhof Lage | Quercus robur; Rechtsverordnung aufgehoben | Direkt Bild zu diesem Denkmal hochladen |